# Селихов (село)
Селихов (укр. Селихів) — село,
Андреевский сельский совет,
Ичнянский район,
Черниговская область,
Украина.
Код КОАТУУ — 7421780402. Население по переписи 2001 года составляло 21 человек .

## Географическое положение
Село Селихов находится на левом берегу реки Удай,
выше по течению на расстоянии в 1 км расположено село Безбородьков,
ниже по течению на расстоянии в 0,5 км расположено село Томашовка,
на противоположном берегу — село Припутни.
К селу примыкает лесной массив.

## История
- 1600 год — дата основания.